# Alekseï Nalobine
Alekseï Dmitrievitch Nalobine (en russe : Алексей Дмитриевич Налобин) est un joueur russe de volley-ball né le 3 octobre 1989. Il mesure 2,05 m et joue central.

## Clubs
| Club                 | De        | À   |
| -------------------- | --------- | --- |
| VK Kouzbass Kemerovo | 2013-2014 | ... |

## Palmarès
Néant.